# II liga polska w hokeju na lodzie (1989/1990)
II liga polska w hokeju na lodzie 1989/1990 – 35. sezon drugiego poziomu ligowego hokeja na lodzie w Polsce. Został rozegrany na przełomie 1989 i 1990 roku.
Do sezonu było anonsowanych osiem zespołów. Zapowiadana jako uczestnik drużyna OTH Opole nie rozegrała meczów (początkowo jej spotkania były określane jako odwołane i nie odbyte, zaś później zespół nie był uwzględniany w tabeli). W trakcie sezonu wiele spotkań nie odbyło się w przewidzianym terminarzem terminie z różnych powodów – poza chorobami hokeistów, przyczynami były także brak środków na transport na mecze wyjazdowe oraz brak sprzętu hokejowego (kijów), niektóre spotkania były rozgrywane jako zaległe, kolejki ligowe wielokrotnie nie dochodziły do skutku w pełnym planie, zaś zapowiadana pierwotnie runda play-off stanęła pod znakiem zapytania. Na 10 lutego 1990 zapowiedziano zebranie PZHL, podczas której miały zapaść decyzje odnośnie do formy rozegrania III rundy sezonu zasadniczego, w której wstępnie przewidywano udział czterech pierwszych drużyn w tabeli, jednak realizacja tego wydawała się mało prawdopodobna. Ostatecznie III runda nie odbyła się.

## Sezon zasadniczy
| - I dwumecz – 14-15.X.1989: - GKS Jastrzębie – Stal Sanok 5:2 (2:1, 1:0, 2:1), 5:2 (2:0, 1:1, 2:1) - ŁKS Łódź – Polonia Bydgoszcz 6:2, 5:4 - Boruta Zgierz – Legia KTH Krynica 2:7, 4:8 - Znicz Pruszków – OTH Opole - II dwumecz – 21-22.X.1989: - Stal Sanok – Boruta Zgierz 12:1 (7:0, 1:0, 4:1), 10:2 (3:0, 2:0, 5:2) - Polonia Bydgoszcz – Znicz Pruszków 19:2, 19:5 - Legia KTH Krynica – ŁKS Łódź 3:7, 4:8 - OTH Opole – GKS Jastrzębie - III dwumecz – 28-29.X.1989: - Legia KTH Krynica – Stal Sanok 4:5 (2:1, 0:4, 2:0), 0:12 (0:7, 0:2, 0:3) - Znicz Pruszków – ŁKS Łódź - IV dwumecz – 04-05.XI.1989: - ŁKS Łódź – Stal Sanok 12:4 (3:2, 5:1, 4:1), 10:4 (2:2, 2:1, 6:1) - Polonia Bydgoszcz – Znicz Pruszków 14:3, 18:1 - GKS Jastrzębie – Boruta Zgierz 7:3, 4:6 - Legia KTH Krynica – pauza - V dwumecz – 11-12.XI.1989: - Stal Sanok – pauza - VI dwumecz – 18-19.XI.1989: - Polonia Bydgoszcz – Stal Sanok 5:3 (3:0, 1:1, 1:2), 1:5 (0:0, 1:0, 0:5) - GKS Jastrzębie – ŁKS Łódź 5:3, 5:0 (walkower) - ? – Legia KTH Krynica - VII dwumecz – 25-26.XI.1989: - Stal Sanok – Znicz Pruszków - Legia KTH Krynica – GKS Jastrzębie 3:4, 3:7 - Boruta Zgierz – ŁKS Łódź 2:5, 3:10 - Polonia Bydgoszcz – pauza |  | - I dwumecz – 09-10.XII.1989: - Stal Sanok – GKS Jastrzębie 3:4 (0:1, 0:2, 3:1), 3:8 (0:2, 1:4, 2:2) - Polonia Bydgoszcz – ŁKS Łódź 3:3, 4:4 - Legia KTH Krynica – Boruta Zgierz - Znicz Pruszków – pauza - II dwumecz – 16-17.XII.1989: - Boruta Zgierz – Stal Sanok 4:4 (1:0, 2:0, 1:4), 2:3 (1:1, 1:1, 0:1) - Znicz Pruszków – Polonia Bydgoszcz - ŁKS Łódź – Legia KTH Krynica - GKS Jastrzębie – pauza - III dwumecz – 06-07.I.1990: - Stal Sanok – Legia KTH Krynica 7:2 (2:2, 3:0, 2:0), 9:1 (4:0, 2:0, 3:1) - ŁKS Łódź – Znicz Pruszków 20:3, 15:2 - IV dwumecz – 13-14.I.1990: - Stal Sanok – ŁKS Łódź 3:4 (1:0, 2:3, 0:1), 2:7 (1:2, 0:1, 1:4) - Znicz Pruszków – Polonia Bydgoszcz - Boruta Zgierz – GKS Jastrzębie 4:7, 5:7 - Legia KTH Krynica – pauza - V dwumecz – 20-21.I.1990: - Stal Sanok – pauza - VI dwumecz – 27-28.I.1990 - Stal Sanok – Polonia Bydgoszcz 5:0, 5:0 (dwukrotny walkower) - ŁKS Łódź – GKS Jastrzębie - Legia KTH Krynica – ? - VII dwumecz – 10-11.II.1990: - Znicz Pruszków – Stal Sanok 9:2 (2:1, 4:0, 3:1), 17:6 (4:4, 6:1, 7:1) - GKS Jastrzębie – Legia KTH Krynica - ŁKS Łódź – Boruta Zgierz 9:2 (2:1, 4:0, 3:1), 17:6 (4:4, 6:1, 7:1) - Polonia Bydgoszcz – pauza |

## Tabela
| Lp. | Zespół            | M | Pkt | W | R | P | G + | G - | +/-  |
| --- | ----------------- | - | --- | - | - | - | --- | --- | ---- |
| 1   | ŁKS Łódź          |   | 38  |   |   |   | 190 | 74  | +116 |
| 2   | GKS Jastrzębie    |   | 31  |   |   |   | 131 | 57  | +74  |
| 3   | Stal Sanok        |   | 21  |   |   |   | 101 | 75  | +26  |
| 4   | Polonia Bydgoszcz |   | 19  |   |   |   | 114 | 78  | +36  |
| 5   | Boruta Zgierz     |   | 11  |   |   |   | 77  | 122 | -55  |
| 6   | KTH Krynica       |   | 6   |   |   |   | 57  | 89  | -32  |
| 7   | Znicz Pruszków    |   | 2   |   |   |   | 68  | 233 | -165 |
| 8   | OTH Opole         |   |     |   |   |   |     |     |      |

- = kwalifikacja do eliminacji o miejsce w I lidze
- = degradacja. Drużyna OTH Opole nie przystąpiła do rozgrywek
- Tabeli nie przedstawia stanu po zweryfikowanych wszystkich meczach sezonu, lecz bilans przedstawiony po VI dwumeczu II rundy (opublikowany w gazecie „Nowiny”), z zaliczeniem nie uwzględnionych w tejże publikacji meczów ŁKS Łódź – Boruta Zgierz 9:2, 17:6.

## Eliminacje do I ligi
Po zakończeniu sezonu zasadniczego dwie pierwsze drużyny w tabeli przystąpiły do rywalizacji między sobą w czterech meczach, mającej wyłonić mistrza rozgrywek premiowanego awansem do I ligi.
- GKS Jastrzębie – ŁKS Łódź 0:4 (0:1, 0:2, 0:1)[36][37]
- ŁKS Łódź – GKS Jastrzębie 6:2 (0:0, 3:2, 3:0)[38][39]

Mistrzostwo II ligi edycji 1989/1990 i jednocześnie awans do I ligi w sezonie 1990/1991 uzyskał zespół ŁKS Łódź.